# ダン・リディエイト
ダン・リディエイト（Dan Lydiate、1987年12月18日 - ）は、ユナイテッド・ラグビー・チャンピオンシップ、ドラゴンズに所属するラグビー選手。

## プロフィール
- イングランド・サルフォード出身。
- ポジションはフランカー(FL)。
- 身長 194cm、体重 115kg
- U20ウェールズ代表に選ばれたことがある[1]。
- ウェールズ代表キャップは72(2024年10月現在)でラグビーワールドカップ2011・ラグビーワールドカップ2015・ラグビーワールドカップ2023のウェールズ代表に選ばれた[2]。
- ブリティッシュ・アンド・アイリッシュ・ライオンズに選ばれたことがある[3]。

## 略歴
エブブ・ベール、ポンティプール、ラシン92、ドラゴンズを経て、2014年、オスプリーズに加入。
2023年、ドラゴンズに復帰。翌2024年、プレイングコーチに就任。